# Веселий (хутір)
Веселий — хутір в Україні, у Чернігівському районі Запорізької області. Орган місцевого самоврядування — Новомихайлівська сільська рада. Хутір розміщений на схід від села Новомихайлівка, від якого відділений балкою, трасою та невеликим, ніколи не оброблюваним пустищем.

## Історія
Хутір було засновано за 1 км на схід від с. Новозелене та за 15 км від Чернігівки в 1921 році переселенцями з с. Петропавлівка, тепер Тарасівка Пологівського району. У верхів'я балки Бандурка поселилося 30 сімей. Заселявся хутір переважно молодими веселими людьми, звідси й назва хутора. Переселенці швидко збудували мазанки й почали освоювати місцевість. У часи колективізації на хуторі було репресовано Псьола І., який мав коня і бджіл, його було вислано на виселки № 3. На хуторі утворено колгосп «Веселий», який в 1934 році було об'єднано з колгоспом ім. Леніна сусіднього села Новозелене.
Напередодні війни х. Веселий був квітучим, потопаючим в зелені садів населеним пунктом, тут в 34 будинках мешкало 178 чоловік. Звільнили хутір від німецької окупації 18 вересня 1943 року. Зразу ж після звільнення на хуторі знаходився штаб 2-ї гвардійської армії Українського фронту та аеродром. Після війни хутір було об'єднано із с. Новозелене. Станом на початок 2003 року на хуторі проживало 3 особи.